# Sellières
Sellières település Franciaországban, Jura megyében. Lakosainak száma 728 fő (2022. január 1.). Sellières La Charme, Mantry, Bersaillin, Monay, Toulouse-le-Château és Vers-sous-Sellières községekkel határos.

## Népesség
A település népessége az elmúlt években az alábbi módon változott:
| Lakosok száma | 889  | 859  | 799  | 836  | 764  | 760  | 744  | 719  | 725  | 728  |
|               | 1968 | 1982 | 1990 | 2006 | 2013 | 2015 | 2017 | 2019 | 2020 | 2022 |